# The Dead Daisies
The Dead Daisies je australsko-americká rocková superskupina založena roku 2012 v Sydney. David Lowy coby zakladatel, kytarista a vůdčí postava vybíral do skupiny řadu menších i velkých hvězd.

## Historie

### První formace a první album (2012–2015)
Na samém začátku byl Lowy doprovázen zpěvákem Jonem Stevensem. Stejnojmennou desku The Dead Daisies skupina vydala téhož roku, ale byla náhrána spíše hostujícími muzikanty. V písni Lock N Load hostoval hudebník Slash (Guns N' Roses, Velvet Revolver). Album bylo nahráno během dvou týdnu ve Wishbone Studios v Los Angeles. Následující turné k tomuto albu byla skupina předskokanem skupiny ZZ Top. Následně do skupiny přišel kytarista Richard Fortus (Guns N' Roses], Love Spit Love), baskytarista Marco Mendoza (Whitesnake, Thin Lizzy), klávesák Dizzy Reed (Guns N' Roses]) či bubeníci Alex Carapetis (Wolfmother) a později Frank Ferrer (Guns N' Roses). Později skupinu opustil Frank Ferrer, kterého nahradil  Charley Drayton, poté John Tempesta (Exodus, Testament, Thu Cult) a na závěr Brian Tichy (Whitesnake, Billy Idol, Ozzy Osbourne). Superskupina vydala také 2 EP a v této sestavě pokračovala víceméně do roku 2015, kdy ze skupiny odešel Stevens, jehož náhradníci postupně byli John Corabi (The Scream, Eric Singer Project, Mötley Crüe) a Bernard Fowler.

### Éra Johna Corabiho (2015–2019)
Skupina si nakonec na post frontmana zvolila Corabiho a začala pracovat na druhé desce Revolución. Později se skupinou otřesou návraty Slashe a McKagana do Guns N' Roses a zároveň skupinu opustil Fortus a Reed, aby se mohli připojit k Reunionu a turné GNR. K tomu všemu skupinu opustil i Brian Tichy. Na jejich místa do skupiny přišel kytarista Doug Aldrich (Whitesnake, Dio) a bubeník Deen Castronovo (Bad English, Ozzy Osbourne, Journey). Pozice klávesáka zůstala volná.
V roce 2016 skupina vydala další album Make Some Noise. Na turné doprovázela například skupinu Kiss. V roce 2017 vydali živou deska Live & Louder a v roce 2018 desku Burn It Down. Turné absolvovali znovu se skupinou Kiss. Rok 2019 byl rokem změn, skupina vydala první kompilaci Locked and Loaded: The Covers Album složenou z coverů a do toho přišla horrorová série Welcome to Daisyland. V srpnu 2019 ze skupiny odešel Marco Mendoza a John Corabi. Oba nahradil Glenn Hughes (Deep Purple).

### Éra Glenna Hughese (2019–2023)
Hughesův první počin se skupinou byl singl 'Righteous Days', který vyšel v září. V listopadu 2019 skupina koncertovala na jihu Francie, kde zároveň napsala a nahrála další album, první s Hughesem. V roce 2020 vydali s Hughesem EP The Lockdown Sessions.
V roce 2021 vyšlo páté studiové album Holy Ground. Album vyšlo 22. ledna a setkalo se s celosvětovou úspěchem u fanoušků i hudebních kritiků s 11 písněmi, včetně tří singlů. Dosud se album dostalo do top 10 v mnoha mezinárodních rockových hitparádách. Dne 23. ledna oznámil bubeník Deen Castronovo, že odchází ze skupiny kvůli menší operaci zad a věnování se rodině. Na jeho místo přišel bubeník Tommy Clufetos (Rob Zombie, Ozzy Osbourne). Dne 24. ledna 2022 skupina oznámila návrat bubeníka Briana Tichyho, který se podílel na nových albech skupiny. Přes příznivé zprávy se turné skupiny kvůli covidu oddálilo.
V roce 2022 se vydali na turné a zároveň vydali desku Radiance. V druhé polovině roku se začaly projevovat zdravotní potíže Glenna Hughese spojené covidem, v důsledku ho zastoupil klávesák z Whitesnake, zpěvák Trans-Siberian Orchestra či Animal Drive, Chorvat Dino Jelusick, na basovou kytaru hrál Yogi Lonich, který v minulosti hrál na kytaru místo Davida Lowyho. Na podzim skupina vydala EP US Fall Tour a v roce 2023 skupinu opustil Glenn Hughes.

### Návrat Johna Corabiho, album Best Of, turné (2023–2024)
Dne 19. května 2023 byl oznámen návrat Johna Corabiho na místo Glenna Hughese. Na místo basového kytaristy nastoupil Michael Devin (ex Whitesnake).
Skupina také začala pracovat na desce Best Of s dvěma nevydanými tracky z poslední session. 18. srpna vyšlo album „Best Of“. Skupina se poté vydala na turné Resurrected Tour po Kanadě a USA, přičemž turné od konce října pokračovalo v Japonsku a v listopadu v Evropě. Turné roku 2023 skončilo 16. prosince na Knock Out Festivalu v německém Karlsruhe.

### Návrat Tommyho Clufetose,Light 'Em UpaLookin' for Trouble(2024–dosud)
Dne 18. března 2024 byl ze skupiny vyhozen bubeník Brian Tichy. Brian Tichy ani skupina se k tomu nevyjádřila. Později byl oznámen návrat bubeníka Tommy Clufetos do skupiny.
Koncem června 2025 skupina oznámila, že Clufetos se nezúčastní evropského turné a nahradí ho Brent Fitz (Slash, Bruce Kulick Band).

## Diskografie

### Studiová albuma
- The Dead Daisies (2013)
- Revolución (2015)
- Make Some Noise (2016)
- Burn It Down (2018)
- Holy Ground (2021)
- Radiance (2022)
- Light 'Em Up (2024)
- Lookin’ for Trouble (2025)

### Živá alba
- Live & Louder (2017)

### Kompilace
- Locked and Loaded: The Covers Album (2019)

### EP
- Man Overboard (2013)
- Face I Love (2014)
- The Covers: Live at Planet Rock (2017)
- The Lockdown Sessions (2020)

### Singly
- "Lock 'n' Load" (2013)
- "Washington" (2013)
- "It's Gonna Take Time" (2014)
- "Face I Love" (2014)
- "Angel in Your Eyes" (2014)
- "Midnight Moses" (2015)
- "Mexico" (2015)
- "With You and I" (2015)
- "Something I Said" (2015)
- "Long Way to Go" (2016)
- "Make Some Noise" (2016)
- "Song and a Prayer" (2016)
- "With You and I (live)" (2017)
- "Rise Up" (2018) reached #36 on the Billboard Mainstream Rock Chart
- "Dead and Gone" (2018)
- "Can't Take It With You" (2018)
- "Burn It Down" (2018)
- "Dead and Gone" swamp version (2019)
- "Righteous Days" (2019)
- "Unspoken" (2020)
- "Bustle and Flow" (2020)
- "Holy Ground (Shake The Memory)" (2020)
- "My Fate" (2021)
- "My" (2021)

## Členové kapely

### Současní členové
- David Lowy – rytmická kytara (2012–současnost)
- John Corabi – zpěv (2015–2019, 2023–současnost)
- Doug Aldrich – sólová kytara, doprovodný zpěv (2016–současnost)
- Michael Devin – baskytara (2023–současnost)
- Tommy Clufetos – bicí (2021–2022, 2024–současnost)

### Bývalí členové
- Alex Carapetis - bicí (2013)
- Alan Mansfield - klávesy (2013)
- Clayton Doley - klávesy (2013)
- Frank Ferrer - bicí (2013)
- Charley Drayton - bicí (2013, 2013-2014)
- John Tempesta - bicí (2014)
- Darryl Jones - baskytara, doprovodný zpěv (2013–2014)
- Jon Stevens - zpěv, akustická kytara (2013–2015)
- Richard Fortus - sólová kytara (2013–2016)
- Dizzy Reed - klávesy, doprovodný zpěv (2013–2016)
- Marco Mendoza - baskytara, doprovodný zpěv (2013, 2014–2019)
- Deen Castronovo - bicí, perkuse, doprovodný zpěv (2017–2021)
- Tommy Clufetos – bicí (2021–2022)
- Glenn Hughes - zpěv, baskytara (2019–2023)
- Brian Tichy - bicí (2013, 2015–2017, 2022–2024)

### Hostující členové při turné
- Jack Barners - bicí (2015)
- Tommy Clufetos - bicí (2015)
- Damon Johnson - rytmická kytara (2015)
- Dave Leslie - sólová kytara (2015)
- Darryl Jones - baskytara (2015)
- John Corabi - zpěv (2015)
- Brent Fitz - bicí (2025)